# Sphalerostola
Sphalerostola is een geslacht van vlinders van de familie sikkelmotten (Oecophoridae), uit de onderfamilie Xyloryctinae.

## Soorten
- S. argobela Meyrick, 1931
- S. caustogramma Meyrick, 1927